# Marian Kudera
Marian Kudera (* 5. August 1923 in Myslowitz, Oberschlesien; † 19. Juli 1944 in KZ Dachau hingerichtet) war ein Widerstandskämpfer gegen das NS-Regime.
Der polnische, bzw. „volksdeutsche“, Medizinstudent wohnte in Innsbruck in der Anichstraße 44. Er wurde am 21. Februar 1944 in die Haftanstalt von Innsbruck verbracht. Ihm wurde vorgeworfen, der führende Kopf einer etwa 60 Mann starken „polnischen Widerstandsorganisation“ gegen das NS-Regime in Tirol gewesen zu sein. Das angenommene Strafdelikt sollte also Hochverrat sein. Nach Feststellung des Tatbestandes wurden die Verdächtigten zur „Sonderbehandlung“ in ein Konzentrationslager überführt, wo zwei oder drei erhängt worden sein sollen.
Das Herausragende an diesem Fall ist, dass ein Justizbeamter trotz des Verbots vom Chef der Polizei vom 28. Mai 1936 (siehe Dokument bei Reinhard Heydrich) ein Protokoll über die Folgen einer „verschärften Vernehmung“ durch Gestapo-Beamte niedergeschrieben hat, welches durch die jeweilige Untersuchung des Amtsarztes der Justizvollzugsanstalt, Dr. Robert Kapferer, entstand. Dieses Protokoll wurde durch Zufall in den Gerichtsakten des Landgerichts Innsbruck (Aktenzeichen: GZ1 10 Vr 1745/47) gefunden.
Der Wortlaut des Protokolls jeweils nach einer Gestapo-Vernehmung:
„ ... Befund 21. Februar 1944. Kudera Marian. Schwellung i.d. rechten Scheitelgegend mit blutender Hautdurchtrennung von 1.2 cm Länge. Haselnußgroße Schwellung unmittelbar links vom linken äußeren Augenwinkel. 2 streifenförmige Blutunterlaufungen in der Umgebung von 5 und 3 cm Länge. gez. Dr. Kapferer.
Der SS Untersturmführer Hinterhuber fragte einige Tage nach der Einlieferung Kuderas, ob die verschärfte Einvernahme des Genannten in einer Verhörzelle der Haftanstalt durchgeführt werden könne. Dies wurde vom Herrn Vorstand der Haftanstalt abgelehnt.
Am 6. März 1944 um 16.45 teilte der Kriminalsekretär Güttner von der Gestapo mit, daß der Schutzhäftling Kudera durch 2 Stunden verschärft unter Anwendung aller Schikanen vernommen worden sei. Güttner ordnete weiter an, daß Kudera, wenn ärztliche Hilfe erforderlich ist, nicht durch den hiesigen Anstaltsarzt behandelt werden darf. Ärztliche Behandlung kommt nur durch den Lagerarzt in Betracht. Güttner verlangte auch nicht nur die Fesselung der Füße, sondern auch die ununterbrochene Fesselung der Hände in der Zelle.
Da Kudera in der Haftanstalt weder widerspenstig noch gewalttätig war, habe ich den Genannten als selbstmordgefährlichen Gefangenen in die für die Unterbringung der widerspenstigen, gewalttätigen und selbstmordgefährlichen Gefangenen bestimmten Tobzelle (Isolier- oder Beruhigungszelle) nur an den Füßen gefesselt, untergebracht.
... Das Wachpersonal wurde angewiesen, Kudera stets im Auge zu behalten. Am 6. März 1944 wurde bei Kudera nach der verschärften Einvernahme an den Oberschenkeln und am Gesäß unzählige streifenförmige Blutunterlaufungen und sonstigen Verletzungen festgestellt.
Am 7. März 1944 9.15 wurde Kudera zur verschärften Einvernahme aus der Haftanstalt abgeholt und um, 16.30 in die Haftanstalt zurücküberstellt. Nach dieser neuerlichen verschärften Einvernahme wurden neue unzählige streifenförmige, blutunterlaufene Verletzungen über den ganzen Rücken festgestellt.
Weiters wurde Kudera am 7. März 1944 um 20.45 zur neuerlichen Einvernahme aus der Haftanstalt abgeholt und am 8. März 1.45 in die Haftanstalt zurückgebracht. Kudera mußte nach dieser Einvernahme durch die zwei Organe der Gestapo (Begleitmänner) aus dem Auto gehoben und durch diese gestützt in die Tobzelle geführt werden, weil Kudera durch die neuerliche verschärfte Einvernahme nicht mehr gehfähig und ganz gebrochen war. Der ganze Körper Kuderas, mit Ausnahme von Hals und Kopf, wies Blutunterlaufungen auf.
Am 8. März wurde Kudera abgeholt (8 Uhr) und um 10 Uhr in die Haftanstalt rücküberstellt. Kudera wurde nicht mehr geschlagen, weil er bei der verschärften Einvernahme in der Nacht vom 7. auf den 8. März ein Geständnis abgelegt hat. Kudera wird täglich vormittags sowie nachmittags zur Einvernahme durch die Gestapo abgeholt und in die Haftanstalt rück überstellt.
Nach dem 8. März wurde keine Misshandlung mehr festgestellt. Auf den angeschlossenen Befund des Anstaltsarztes und des Chefs des Gesundheitsamtes in Innsbruck wird verwiesen.' Der Amtsarzt untersucht am 13. März 1944 den Häftling Kudera und stellt folgenden Befund aus:
'Der Genannte wurde bereits vor ca. einer Woche wegen Durchtrennung der Kopfschwarte über dem rechten Scheitelbein von ca. 1 1/2 cm Länge und einer Schwellung und Blutunterlaufung in der Schläfengegend untersucht. Diese Verletzungen sind fast verheilt. Gegenwärtig findet sich Folgendes:
Die ganze linke Schulter blutunterlaufen, ebenso der linke Ober- und Unterarm. Die linke Hand stark geschwollen und schmerzhaft. An beiden Händen einige Hautabschürfungen. Der ganze Rücken weist über und über Blutunterlaufungen auf. Neben der Wirbelsäule in der Höhe des Schulterblattwinkels eine tiefe rundliche Wunde mit einer Ausdehnung von 1 1/2 cm mal 1 cm eitriger Sektion.
Auch der rechte Ober- und Unterarm weist Schwellungen und Blutunterlaufungen auf, welche schon teilweise resorbiert sind. Der ganze Rücken, die Kreuzgegend, das Gesäß, Ober- und Unterschenkel sind in ganzer Ausdehnung blutunterlaufen, wobei die quere striemenförmige Anordnung deutlich ist. Auch mehrere Hautdefekte leichter Art feststellbar.
Auch einige schwere, zu Nekrose neigende Stellen in der Mitte des rechten Oberschenkels. Die Zehen sind teilweise geschwollen, ebenso die äußere und innere Knöchelgegend am linken Fuß. Der Untersuchte sieht elend aus, die Stimme ist heiser und kraftlos. Die Uvula geschwollen, die Tonsillen gerötet. Temperatur auf 37 erhöht, Pulsfrequenz in der Minute 132.“
Marian Kudera und sein Bruder Stefan Kudera (* 8. September 1916 in Dietfort, Beruf Apotheker) wurden am 19. Juli 1944 im KZ Dachau gehenkt.